# Coelioxys spatulata
Coelioxys spatulata là một loài Hymenoptera trong họ Megachilidae. Loài này được Friese mô tả khoa học năm 1922.